# 9 (Alice Nine)
9 è il quinto album in studio del gruppo rock-visual kei giapponese Alice Nine, pubblicato nel 2012.

## Tracce
1. Heavenly Tale – 4:25
2. the Arc – 4:42
3. GALLOWS – 3:45
4. Kasumi (花霞) – 5:02
5. BLUE FLAME – 4:40
6. Hello, World (ハロー、ワールド) – 4:47
7. Niji no Yuki (虹の雪) – 4:24
8. Linear (リニア) – 4:24
9. Apocalypse ［It's not the end］ – 3:45
10. Heart of Gold – 3:21
11. Subete e (すべてへ) – 5:38

## Formazione
- Shou - voce
- Hiroto - chitarre
- Tora - chitarre
- Saga - basso, chitarra, sintetizzatore, programmazioni
- Nao - batteria